# Tapere
Un tapere è un'unità amministrativa delle Isole Cook. Si tratta dell'unità amministrativa di terzo livello dopo all’isola (Outer Island) e al distretto. È infatti spesso definito come un sotto-distretto. Esso può corrispondere ad un villaggio o ad una parte di un grande villaggio.
Si tratta di una suddivisione tradizionale delle Isole Cook Meridionali (Rarotonga, Mangaia, Aitutaki, Atiu, e Mauke). Tra le isole popolate, solo Mitiaro non è suddivisa in tapere. Le altre isole Meridionali, Manuae, Palmerston e Takutea sono atolli o terre disabitate, non soggette a questo tipo di divisione tradizionale. Gli atolli delle Isole Cook Settentrionali sono suddivisi invece in motu.
Un tapere è una suddivisione di un distretto, detto anche puna, che è governato da un capo distretto o pava. Un tapere è normalmente guidato da un mataiapo (un capo di grande territorio) o da un ariki (un grande capo, capo tribù).
Molti dei tapere sono a loro volta suddivisi in territori minori, ognuno dei quali è guidato da un rangatira o komono, o dal mataiapo stesso.
Alcuni di questi territori minori sono a loro volta divisi in aree dette kiato, il cui capo è chiamato anch'egli kiato. Normalmente i kiato sono parenti stretti (figli o nipoti) dei relativi rangatira, anche se a volte questa regola non è rispettata, soprattutto in caso il kiato sia abitato da una popolazione immigrata.

Sotto al livello del kiato vi è l’uanga, che corrisponde ad una famiglia allargata.
Rarotonga ha più tapere di ogni altra isola, 54 in totale.

## Lista di Tapere

### Aitutaki

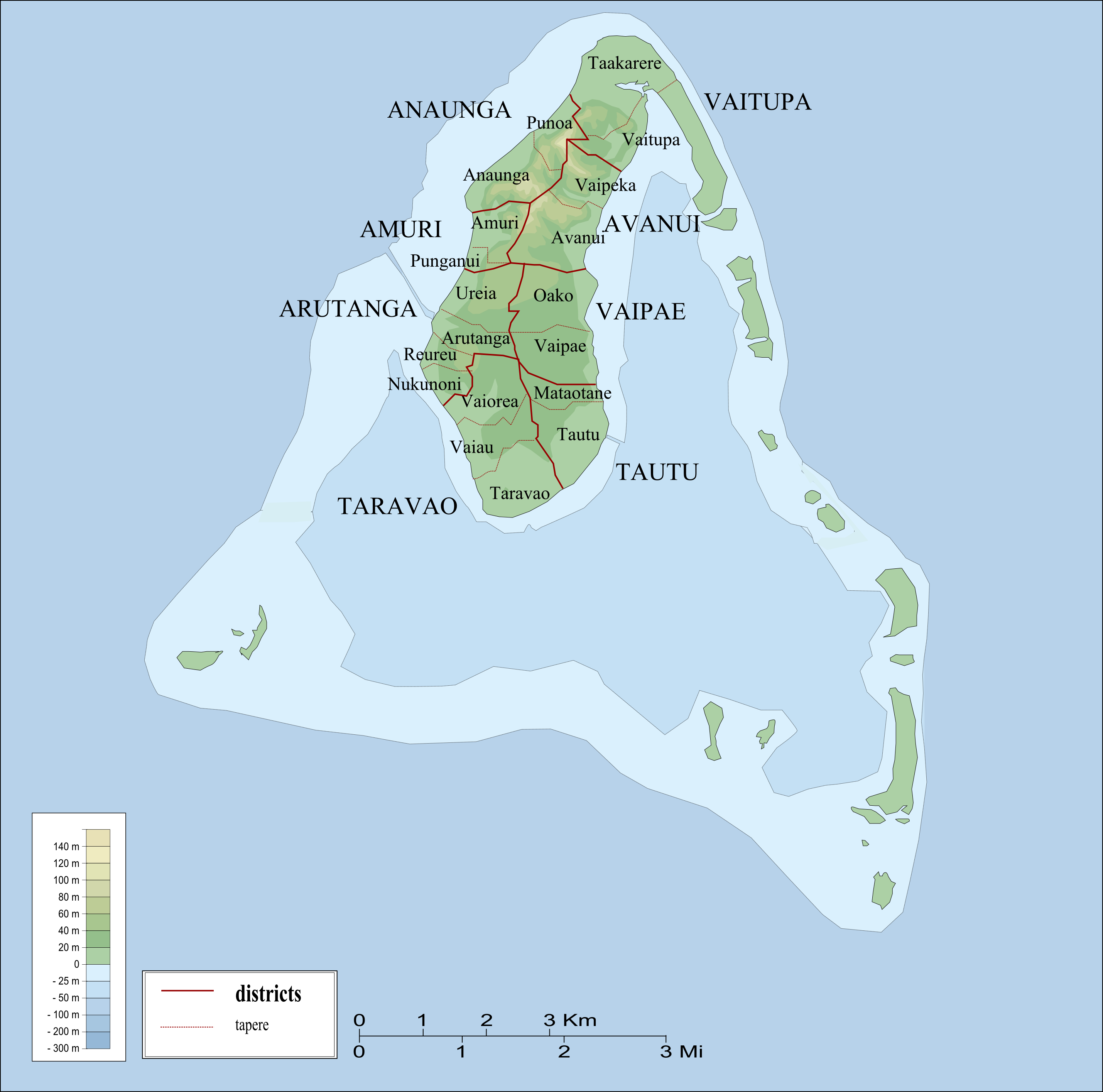
Distretti e tapere di Aitutaki

Aitutaki è divisa in 8 distretti e 19 tapere, secondo la Costituzione. Delle 16 isole minori di Aitutaki, i 12 motu sono esclusi da questa suddivisione:
- Distretto di Amuri
  - Tapere di Amuri
  - Tapere di Punganui
- Distretto di Anaunga
  - Tapere di Anaunga
  - Tapere di Punoa
- Distretto di Arutanga
  - Tapere di Arutanga
  - Tapere di Reureu
  - Tapere di Nukunoni
  - Tapere di Ureia
- Distretto di Avanui
  - Tapere di Avanui
  - Tapere di Vaipeka
- Distretto di Taravao
  - Tapere di Taravao
  - Tapere di Vaiau
  - Tapere di Vaiorea
- Distretto di Tautu
  - Tapere di Mataotane
  - Tapere di Tautu
- Distretto di Vaipae
  - Tapere di Oako
  - Tapere di Vaipae
- Distretto di Vaitupa
  - Tapere di Taakarere
  - Tapere di Vaitupa

### Atiu

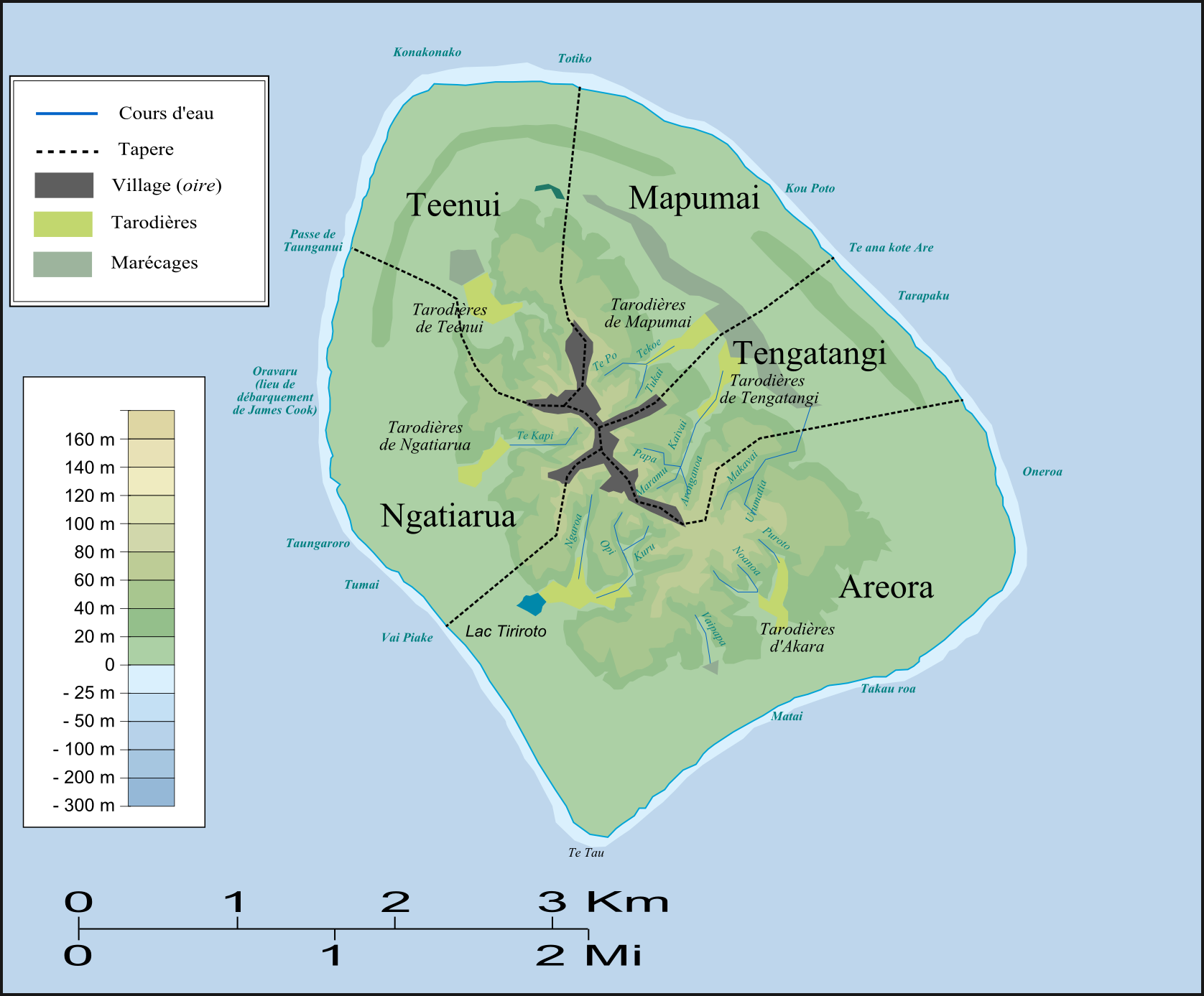
Villaggi / tapere di Atiu

Nel caso di Atiu, i sei villaggi corrispondono ai sei tapere:
- Areora
- Mapumai
- Ngatiarua
- Teenui
- Tengatangi

### Mangaia

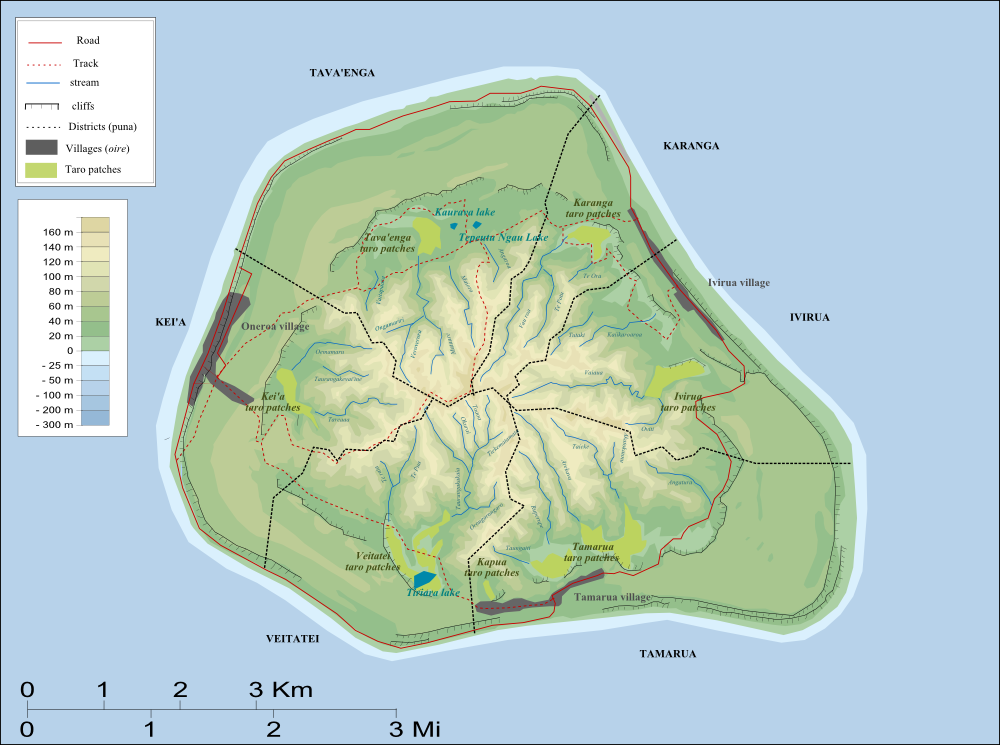
Distretti / tapere di Mangaia

Mangaia è divisa in 6 distretti, che sono a loro volta suddivisi in 38 tapere.
Nella Costituzione delle Isole Cook però, i sei distretti sono chiamati tapere.
- Distretto di Tava'enga
  - Tapere di Ta'iti
  - Tapere di Te-rupe
  - Tapere di Maro
  - Tapere di Au-ruia
  - Tapere di Te-mati-o-Pa'eru
  - Tapere di Te-pueu
- Distretto di Karanga
  - Tapere di Teia-roa
  - Tapere di Teia-poto
  - Tapere di Teia-pini
  - Tapere di Kaau-i-miri
  - Tapere di Kaau-i-uta
- Distretto di Ivirua
  - Tapere di Avarari
  - Tapere di Te-i'i-maru
  - Tapere di Te-uturei
  - Tapere di Te-ara-nui-o-Toi
  - Tapere di Te-korokoro
  - Tapere di Te-pauru-o-Rongo
- Distretto di Tamarua
  - Tapere di Maru-kore
  - Tapere di Poutoa-i-uta
  - Tapere di Poutoa-i-miri
  - Tapere di Akaea Distretto
  - Tapere di Te-vai-kao
  - Tapere di Angauru Distretto
  - Tapere di Vaitangi (Pukuotoi)
  - Tapere di Te-vai-taeta-i-uta
  - Tapere di Te-vai-taeta-i-tai
- Distretto di Veitatei
  - Tapere di Te-noki
  - Tapere di Te-tuaroa (Te-tukono)
  - Tapere di Te-tuapoto
  - Tapere di Te-tarapiki
  - Tapere di Kaikatu
  - Tapere di Angarinoi
- Distretto di Kei'a
  - Tapere di Akaoro
  - Tapere di Tapuata
  - Tapere di Tongamarama
  - Tapere di Te-inati
  - Tapere di Rupetau-i-miri
  - Tapere di Rupetau-i-uta

### Mauke
Mauke è divisa in quattro distretti. Vaimutu e Makatea non sono ulteriormente divisi e ognuno corrisponde ad un tapere. Ngatiarua e Areora  sono rispettivamente divisi in 6 e 3 distretti, per un totale di 11 tapere in cui è divisa Mauke:

- Distretto di Ngatiarua (settentrionale, diviso in 6 tapere)
- Distretto di Vaimutu (orientale, corrispondente a 1 tapere)
- Distretto di Areora (meridionale, diviso in 3 tapere)
- Distretto di Makatea (occidentale, corrispondente a 1 tapere)

### Rarotonga

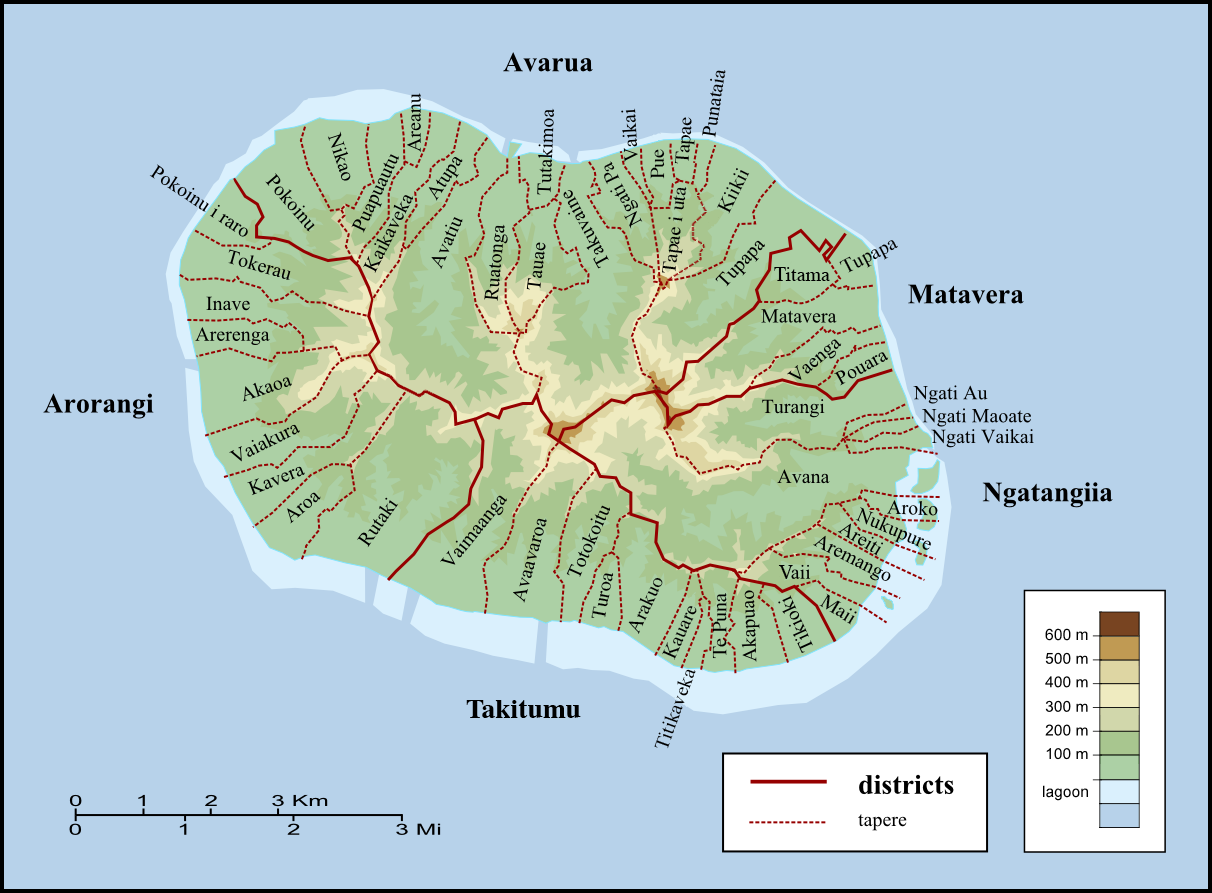
Distretti e tapere di Rarotonga

Rarotonga è suddivisa in 5 puna (distretti), da non confondere con i 3 vaka (distretti) che hanno funto da divisione amministrativa ufficiale, con propri sindaci e consigli, dal 1997 al febbraio 2008. In totale si hanno 54 tapere, più di ogni altra isola delle Cook:
- Distretto di Arorangi
  - Tapere di Akaoa
  - Tapere di Arerenga
  - Tapere di Aroa
  - Tapere di Inave
  - Tapere di Kavera
  - Tapere di Pokoinu-i-Raro
  - Tapere di Rutaki
  - Tapere di Tokerau
  - Tapere di Vaiakura
- Distretto di Avarua Distretto (capitale delle Cook)
  - Tapere di Areanu
  - Tapere di Atupa
  - Tapere di Avatiu
  - Tapere di Kaikaveka
  - Tapere di Kiikii
  - Tapere di Ngatipa
  - Tapere di Nikao (sede del Parlamento delle Cook)
  - Tapere di Pokoinu
  - Tapere di Puapuautu
  - Tapere di Pue
  - Tapere di Punamaia
  - Tapere di Ruatonga
  - Tapere di Takuvaine (downtown di Avarua, sede del Governo delle Cook e del porto peschereccio della città)
  - Tapere di Tapae-I-Uta
  - Tapere di Tauae
  - Tapere di Tupapa
  - Tapere di Tutakimoa
  - Tapere di Vaikai
- Distretto di Matavera
  - Tapere di Matavera
  - Tapere di Nukumea
  - Tapere di Pouara
  - Tapere di Titama
  - Tapere di Vaenga
- Distretto di Ngatangiia
  - Tapere di Areiti
  - Tapere di Aremango
  - Tapere di Aroko
  - Tapere di Avana
  - Tapere di Turangi
  - Tapere di Maii
  - Tapere di Ngati Au
  - Tapere di Ngati Maoate
  - Tapere di Ngati Vaikai
  - Tapere di Nukupure (Muri)
  - Tapere di Otake
- Distretto di Takitumu (Titikaveka)
  - Tapere di Akapuao
  - Tapere di Arakuo
  - Tapere di Avaavaroa
  - Tapere di Kauare
  - Tapere di Te Puna?
  - Tapere di Te Ruatupa
  - Tapere di Te Tupuna
  - Tapere di Tikioki
  - Tapere di Totokoitu
  - Tapere di Turoa
  - Tapere di Vaimaanga